# Gostków (gromada)
Gostków (od 31 XII 1959 Wartkowice) – dawna gromada, czyli najmniejsza jednostka podziału terytorialnego Polskiej Rzeczypospolitej Ludowej w latach 1954–1972.
Gromady, z gromadzkimi radami narodowymi (GRN) jako organami władzy najniższego stopnia na wsi, funkcjonowały od reformy reorganizującej administrację wiejską przeprowadzonej jesienią 1954 do momentu ich zniesienia z dniem 1 stycznia 1973, tym samym wypierając organizację gminną w latach 1954–1972.
Gromadę Gostków siedzibą GRN w Gostkowie (obecnie są to dwie wsie: Stary Gostków i Nowy Gostków) utworzono – jako jedną z 8759 gromad na obszarze Polski – w powiecie łęczyckim w woj. łódzkim, na mocy uchwały nr 32/54 WRN w Łodzi z dnia 4 października 1954. W skład jednostki weszły obszary dotychczasowych gromad Wartkowice, Kłudna wieś, Kłudna kolonia, Spędoszyn wieś, Spędoszyn kolonia, Ner i Gostków ze zniesionej gminy Gostków w tymże powiecie. Dla gromady ustalono 21 członków gromadzkiej rady narodowej.
1 stycznia 1956 gromada weszła w skład nowo utworzonego powiatu poddębickiego w tymże województwie.
1 stycznia 1958 do gromady Gostków przyłączono część zniesionej gromady Wilczków (wieś Sędów, kolonia Sędów i kolonia Władysławów).
1 stycznia 1959 do gromady Gostków przyłączono wieś, kolonię i parcelę Pełczyska ze znoszonej gromady Wola Niedźwiedzia w powiecie łęczyckim.
31 grudnia 1959 do gromady Gostków przyłączono wieś Borek, wieś Dzierżawy, kolonię Dzierżawy Małe, kolonię Dzierżawy Wielkie, wieś i kolonię Kiki, kolonię Pauzew i kolonię Saków ze zniesionej gromady Saków, po czym gromadę Gostków zniesiono przez zmianę nazwy jednostki na gromada Wartkowice z siedzibą w Wartkowicach.